# 2524 Budovicium
A 2524 Budovicium (ideiglenes jelöléssel 1981 QB1) a Naprendszer kisbolygóövében található aszteroida. Zdenka Vávrová fedezte fel 1981. augusztus 28-án.